# Sam Welsford
Sam Welsford (ur. 19 stycznia 1996 w Subiaco) – australijski kolarz torowy i szosowy, dwukrotny medalista olimpijski i czterokrotny medalista mistrzostw świata w kolarstwie torowym.

## Kariera
Podczas torowych mistrzostw świata w Londynie w 2016 roku reprezentacja Australii w składzie: Sam Welsford, Michael Hepburn, Callum Scotson, Miles Scotson, Alexander Porter i Luke Davison zdobyła złoty medal w drużynowym wyścigu na dochodzenie. Parę miesięcy później Australijczycy zajęli drugie miejsce w tej konkurencji na igrzyskach olimpijskich w Rio de Janeiro. Na mistrzostwach świata w Hongkongu w 2017 roku wraz z kolegami z reprezentacji zdobył kolejny złoty medal w wyścigu drużynowym, powtarzając ten wynik także na mistrzostwach świata w Pruszkowie w 2019 roku. Zdobył tam również złoty medal w scratchu, wyprzedzając Holendra Roya Eeftinga i Thomasa Sextona z Nowej Zelandii. 
Brał udział w igrzyskach olimpijskich w Tokio, zdobywając brązowy medal w drużynowym wyścigu na dochodzenie. Na tej samej imprezie zajął jedenaste miejsce w omnium. Zdobył też złoty medal w drużynowym wyścigu na dochodzenie na igrzyskach Wspólnoty Narodów w Gold Coast w 2018 roku.
Ponadto kilkukrotnie zdobywał medale mistrzostw świata juniorów, w tym złote w drużynowym wyścigu na dochodzenie w latach 2012 i 2014. Startuje również w wyścigach szosowych.